# Hermann Franzois
Hermann Franzois (* im 14. Jahrhundert; † im 15. Jahrhundert) war Domvikar in Münster.

## Leben
Hermann Franzois entstammte dem märkischen Rittergeschlecht Franzois und war der Sohn des Heinrich Franzois. Seine Brüder waren die Domherren Engelbert und Heinrich. Am 7. Juni 1426 bestätigte Papst Martin V. die Ernennung Hermanns zum Domvikar in Münster. Bevor er sich im Jahre 1443 an der Artistenfakultät in Köln einschrieb, war er Kanoniker in der Kirche St. Martini in Münster. 1451 gehörte er zu den Dignitäten, die im Zusammenhang mit der Münsterischen Stiftsfehde von Walram von Moers mit einem Verbot belegt worden sind. Hermann Franzois, auch Kanoniker am Alten Dom in Münster, war Mitglied der Liebfrauenbruderschaft.